# 藤井昭夫
藤井 昭夫（ふじい あきお、1948年 - ）は、日本の総務官僚。総務省政策統括官、総務省行政管理局長、総務省自治行政局長等を歴任し、退官後、日本大学法学部公共政策学科教授。

## 人物・経歴
富山県生まれ。1971年 金沢大学法文学部法学科卒業。1973年 金沢大学大学院法学研究科行政法専攻修士課程修了、行政管理庁入庁。総務庁行政管理局行政情報システム企画課長、総務庁長官官房総務課長等を経て、内閣官房内閣審議官（個人情報保護担当室長）、総務省大臣官房審議官として、情報化や情報公開、個人情報保護を担当し、個人情報の保護に関する法律の策定にあたった。
総務省政策統括官（電子政府・電子自治体等担当）を経て、2005年 総務省行政管理局長。行政管理局長の後は行政改革推進本部事務局長に就くとみられていたが、竹中平蔵総務大臣により2006年には総務省自治行政局長に就任することが発表された。2007年 総務省人事・恩給局長。退官後、日本大学法学部公共政策学科教授。

## 著作
- 『条解行政情報関連三法 : 公文書管理法・行政機関情報公開法・行政機関個人情報保護法』（高橋滋, 斎藤誠と共編著）弘文堂 2011年